# Tangram (álbum)
Tangram es el décimo álbum de estudio del grupo alemán de música electrónica Tangerine Dream. Publicado en 1980 por Virgin Records la crítica lo cataloga como uno de los primeros ejemplos del sonido que el grupo desarrollaría a lo largo de los años 1980. Considerado uno de los álbumes con mejor recepción de la trayectoria del grupo logró alcanzar el número 36 en la lista de ventas británica permaneciendo en las mismas durante 5 semanas.
Keith Farley, de AllMusic, lo considera un álbum "cercano a la música melódica new age y muy vinculado a su trabajo como compositores de bandas sonoras".

## Producción
A finales de 1979, tras la salida de Klaus Krüger después de las sesiones de grabación de su anterior álbum, Tangerine Dream vuelve a configurarse como un trío: a los ya presentes Christopher Franke y Edgar Froese se incorpora Johannes Schmoelling, un versátil y virtuoso teclista e ingeniero de sonido a quien conocieron durante las sesiones de grabación de Force Majeure. La entrada de Schmoelling en la banda, en la que permaneció hasta 1985, dotó de estabilidad al grupo y ayudó a consolidar el estilo de esta etapa. Como resultado se le considera una de las etapas más potentes en su trayectoria.

"Antes de unirme sentía que la música de Tangerine Dream se basaba básicamente en bucles de secuenciadores, más o menos del mismo estilo, con pequeños cambios armónicos y largas sesiones de improvisación. Cuando me uní probamos una mezcla de elementos más estructurados con acordes más orientados al jazz, melodías compuestas y solos de sintetizador próximos al rock."
Johannes Schmoelling (1994) 

Grabado durante la primavera de 1980 en Berlín, en los estudios Polygon construidos por Christopher Franke y mezclado en los estudios Hansa, el álbum contiene dos largas composiciones. Su título, Tangram, hace referencia al clásico juego homónimo de origen chino en el que con siete piezas deben componerse diferentes figuras. El disco ha sido reeditado en numerosas ocasiones como, por ejemplo, en disco compacto en 1984, remasterizado en 1995 o en la caja compilatoria The Virgin Years de 2012. 
En junio de 2008 Edgar Froese realizó una regrabación y mezcla completamente nueva, denominada Tangram 2008, en la que fusionaba los dos temas en una única pista.

## Lista de temas
| N.º   | Título            | Escritor(es)                                         | Duración |  |
| 1.    | «Tangram Set One» | Christopher Franke Edgar Froese Johannes Schmoelling | 19:47    |  |
| 2.    | «Tangram Set Two» | Christopher Franke Edgar Froese Johannes Schmoelling | 20:28    |  |
| 40:15 |                   |                                                      |          |  |

## Personal
- Edgar Froese - teclados y guitarra
- Christopher Franke - teclados y percusión electrónica
- Johannes Schmoelling - teclados
- Eduard Meyer - Ingeniero de mezclas